# 1936年德国国会选举
1936年德国国会选举于1936年3月29日在德國举行。这次选举采用了单一问题的全民公投方式，询问投票者是否同意军事占领莱茵兰非軍事區以及各選區安排好的候選人。除了纳粹党成员外只有少数被称为嘉宾的无党派成员参加了本次选举。
与前次在纳粹德国举行的选举一样，此次选举认为具有高投票率、存在对选举人的恫吓、以及不平等的投票。根据官方统计有99.0%的投票率。作为宣传，纳粹德国派出齐柏林飞艇、兴登堡号飞艇前往莱茵兰。
這是紐倫堡法案頒布後舉行的首次德國選舉，該法案取消了全部猶太人和其他少數族裔的公民權（包括投票權）；即使在以前納粹統治下的選舉和全民投票中，猶太人，波蘭人和其他少數族裔仍得以在沒有太大干擾的情況下進行投票。取消猶太人和其他少數族裔的公民權是無效和反對票大幅下降的主因，反對票和無效票從1934年的500多萬票下降到1936年的近50萬票。

## 結果
| 政党                         | 得票       | %     | 席位 |
| ---------------------------- | ---------- | ----- | ---- |
| 纳粹党（包含嘉賓）           | 44,462,458 | 98.80 | 741  |
| 反对                         | 540,244    | 1.20  | –    |
| 无效                         | 540,244    | 1.20  | –    |
| 统计                         | 45,002,702 | 100   | 741  |
| 选民登记数目／投票率         | 45,455,217 | 99.00 | –    |
| 来源: Nohlen & Stöver (2010) |            |       |      |

1. ↑  Nohlen, Dieter; Stöver, Philip. . 2010: 762. ISBN 978-3-8329-5609-7.
2. ↑  Richard J. Evans. . Penguin Books Limited. 26 July 2012: 637. ISBN 978-0-7181-9681-3.
3. ↑  The Associated Press. . Fairbanks Daily News-Miner. 30 March 1936: 1.